# Friedrich (Tübingen)

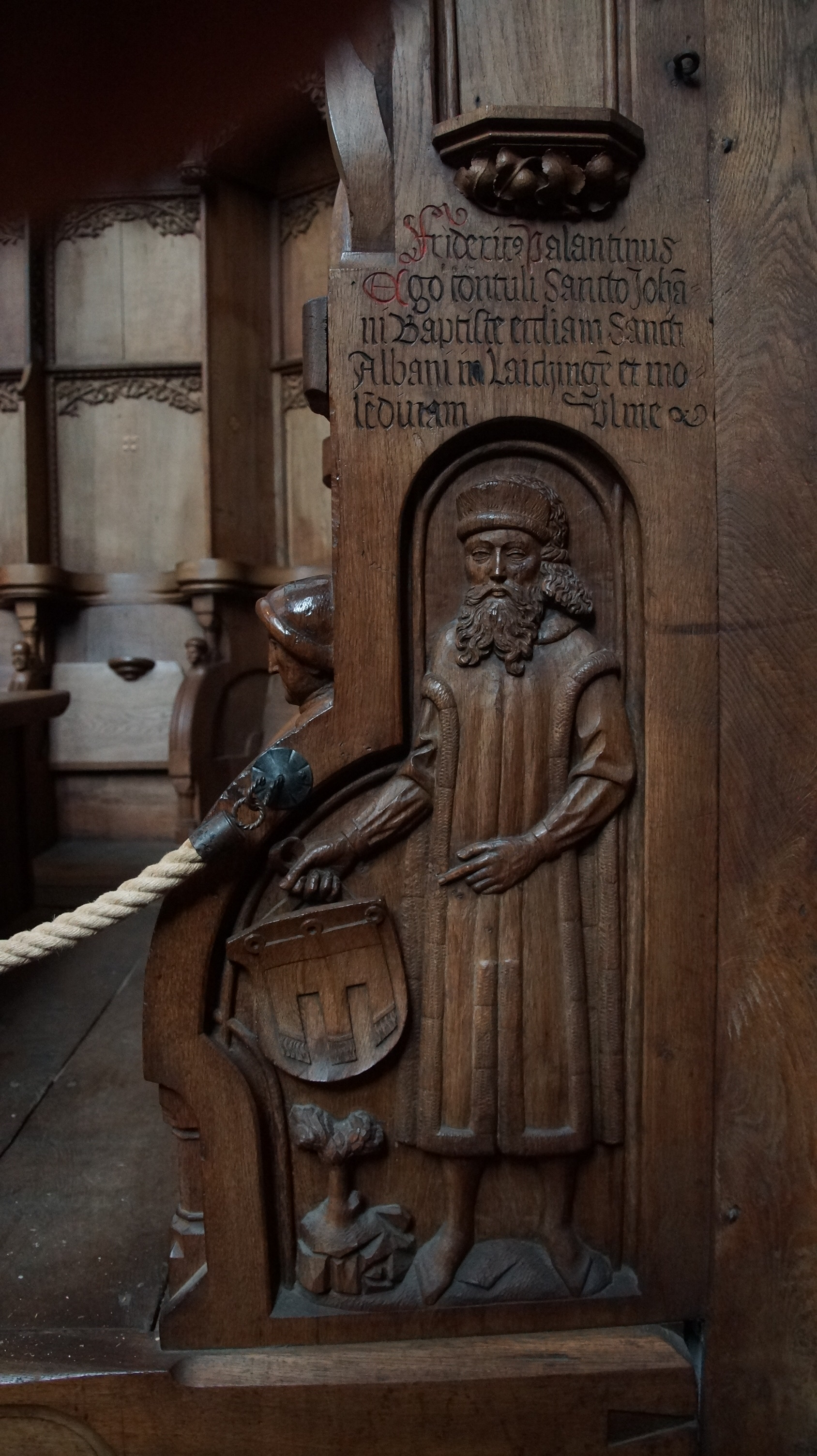
Pfalzgraf Friedrich von Tübingen im Chorgestühl des Klosters Blaubeuren

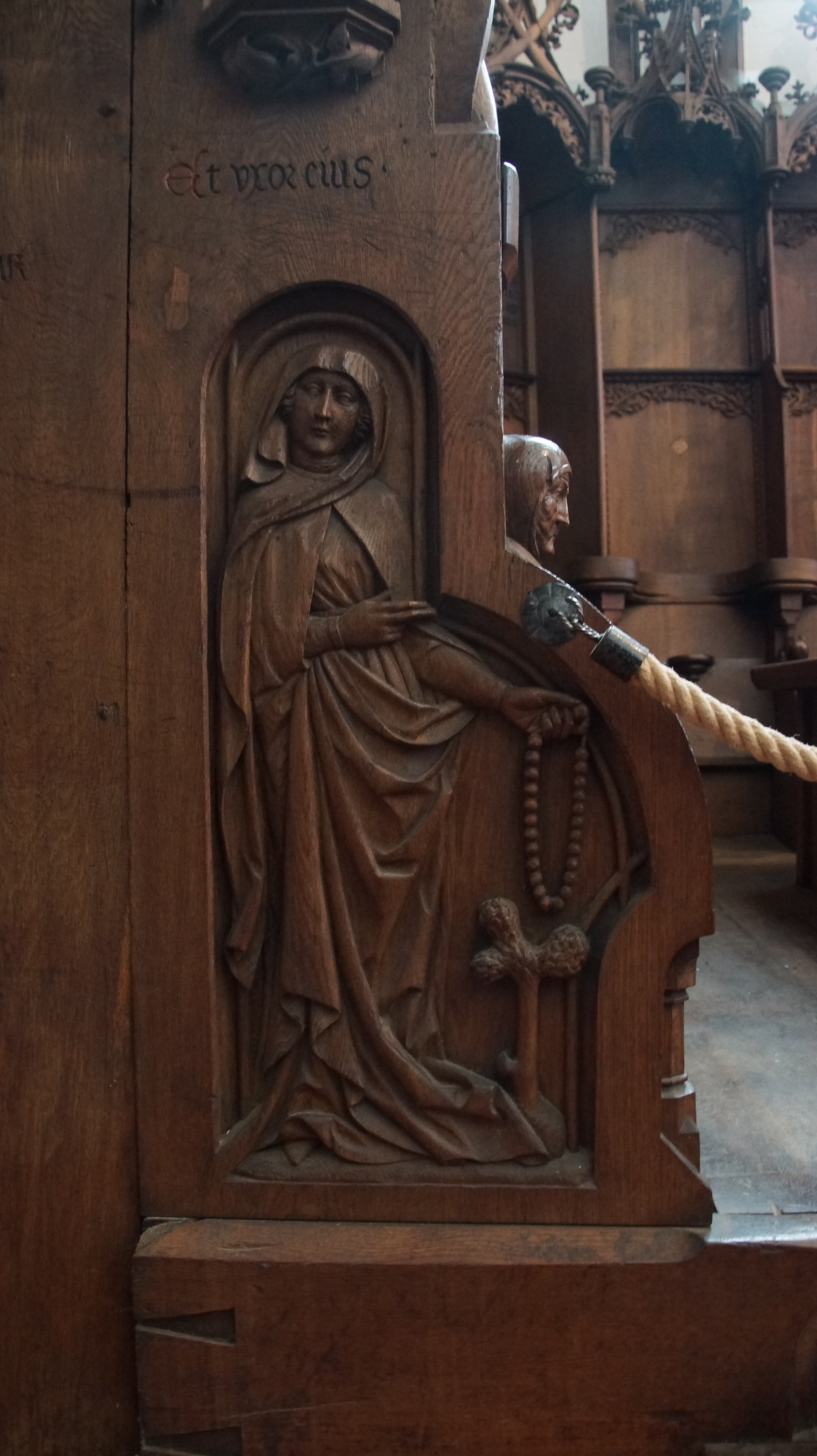
Ehefrau des Pfalzgrafen Friedrich von Tübingen

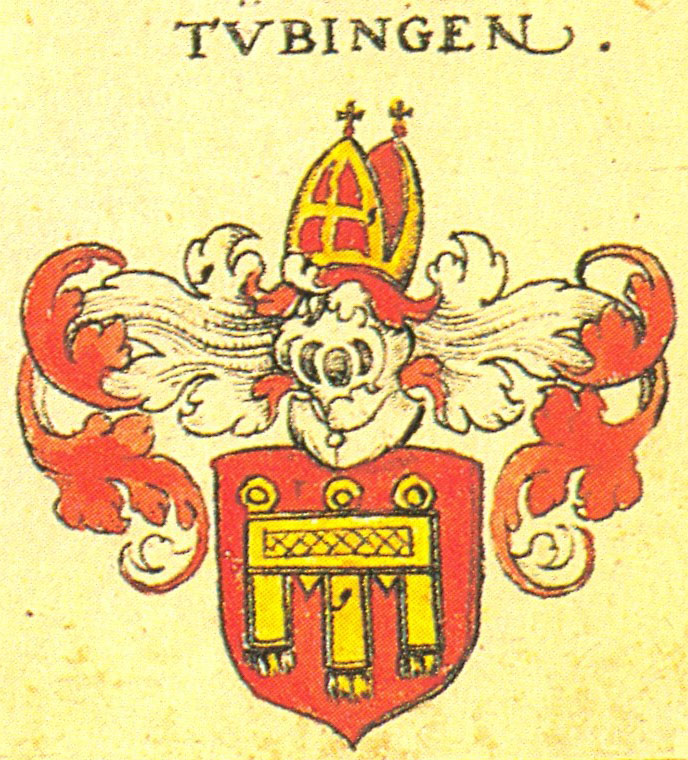
Wappen der Pfalzgrafen von Tübingen aus Johann Siebmachers Wappenbuch

Friedrich († 1162) war von 1152 bis 1162 Pfalzgraf von Tübingen.

## Herkunft
Er war der älteste Sohn des Pfalzgrafen Hugo I. von Tübingen und der Hemma von Zollern, einer Tochter des Grafen Friedrich I. von Zollern.

## Urkundliche Erwähnungen
Friedrich kommt mit dem Titel Pfalzgraf in mehreren kaiserlichen Urkunden vor, zum ersten Mal in einer Urkunde des Kaisers Friedrich I., gegeben zu Speier den 19. August 1152; er ist unter mehreren Grafen, darunter auch Egino von Vehingen, der letzte Zeuge, was wohl seinen Grund darin hat, dass er noch sehr jung war.
In einer anderen Urkunde Kaisers Friedrich I. vom 18. Januar 1153, gegeben zu Palme, kommt er ferner als Pfalzgraf von Tuwigen, nach mehreren Großen, darunter Otto, Pfalzgraf von Wittelsbach, vor, und im nächsten Jahr (17. Januar 1154) in einer kaiserlichen Urkunde gegeben zu Speier; es werden hier genannt Welf, Herzog von Spoleto, Friedrich, Herzog von Schwaben, dann er als „Federicus Palatinus de Thiumugen“ (offenbar verschrieben für Thuwingen), nach ihm Hermann, Markgraf von Baden, und Hugo, Graf von Elsass (Egisheim) und andere. In demselben Jahr (17. Mai) unterzeichnet er nach dem genannten Welf mit seinem Bruder Hugo (ohne Titel) an der Spitze von mehreren anderen Grafen (Rudolf von Pfullendorf, Werner von Kyburg, Hartmann von Dillingen, Eberhard von Nellenburg, Marquard von Veringen) zu Pfaffenhofen eine kaiserliche Urkunde für das Kloster Kreuzlingen, und eine andere in demselben Jahr (ohne Tag) mit seinem Bruder „comes“ Hugo zu Konstanz.
In eigener Angelegenheit kommt Friedrich nur einmal vor, als er am 25. August 1152 dem Kloster Salem (Salmannsweiler) mit seinem Dienstmann Eticho 5 Mansen in Hohenbuch mit allen dazugehörigen Rechten schenkte.
Zum letzten Mal kommt Friedrich als Pfalzgraf von Tübingen mit seinem Bruder Graf Hugo in einer kaiserlichen Urkunde, gegeben zu Konstanz den 24. November 1162, vor. Der bekannte Herzog Welf eröffnet die Reihe der weltlichen Zeugen, ihm folgt der hier beschriebene Friedrich mit seinem Bruder, dann folgen mehrere Grafen ohne Familiennamen. Er muss noch im Jahr 1162 gestorben sein, denn sein Bruder Hugo kommt mehrere Male in demselben Jahr als Pfalzgraf vor, er aber nach dem 24. November nicht mehr.